# Воскресенська сільська рада (Пологівський район)
| Воскресенська сільська рада — орган місцевого самоврядування у Пологівському районі Запорізької області з адміністративним центром у селі Воскресенка. Водоймища на території, підпорядкованій даній раді: річка Конка. Сільській раді були підпорядковані населені пункти: - с. Воскресенка |

## Склад ради
Рада складалася з 20 депутатів та голови.

### Керівний склад ради
| ПІБ                     | Основні відомості                                                         | Дата обрання | Дата звільнення |
| ----------------------- | ------------------------------------------------------------------------- | ------------ | --------------- |
| Гузенко Микола Іванович | Сільський голова, 1957 року народження, освіта, безпартійний              | 26.03.2006   | 31.10.2010      |
| Гузенко Микола Іванович | Сільський голова, 1957 року народження, освіта вища, член Партії регіонів | 31.10.2010   |                 |

Примітка: таблиця складена за даними джерела